# Сан Паоло (Форли-Чезена)
Сан Паоло (итал. San Paolo) је насеље у Италији у округу Форли-Чезена, региону Емилија-Ромања.
Према процени из 2011. у насељу је живело 18 становника. Насеље се налази на надморској висини од 563 м.